# Уго Толентіно Діпп
Уго Толентіно Діпп (28 серпня 1930, Санто-Домінго — 15 липня 2019) — був істориком, політиком, юристом, педагогом. Був міністром закордонних справ Домініканської Республіки (2000—2003).

## Життєпис
Він народився 28 серпня 1930 року в президентському палаці, в день, коли Рафаель Леонідас Трухільо присягнув як президент Республіки; Він син інтелектуала і політичного діяча Вісенте Толентіно Рохаса, його батько був міністром усунутого президента Горакіо Васкеса, а його резиденція була встановлена в Президентському палаці.
Отримав диплом бакалавра у вищій нормальній школі Евгеніо Марія де Хостос у 1948 році, згодом отримав доктора юридичних наук в університеті Санто-Домінго у 1953 році; на додаток диплом Центрального університету Мадрида в 1954 році та публічного права в Паризькому університеті в 1959 році під час його заслання в Європу.
З 1960 року він став доцентом історії Антильських островів у 19 столітті Лондонського університету, після повернення в 1963 р. до Домініканської республіки був призначений професором університету Санто-Домінго після отримання за конкурсом кафедри міжнародного права.
З цього моменту він був важливою опорою академічної та адміністративної реформи зазначеної установи, у 1966 р. Він був членом Комісії з реформ університету, у 1968 р. обраний академічним проректором, з 1970 по 1974 р. — професором домініканської соціології та соціальної історії, а з 1974 до 1976 р. був його ректором.
Він одружився з Лігією Евангелістою Бонетті Ґерра, яка йому народила єдину дочку Беатріс Мікаела, а потім вони розлучилися. Потім він знову одружився з Сарою Бермудес Генрікес.

## Політична діяльність
У політичному житті доктор Уго Толентіно Діпп був важливою фігурою домініканської політики, він став депутатом від Національного округу до Національного конгресу Домініканської Республіки у періоди 1982—1986 та 1986—1990 років, у перший період Був президентом Палати депутатів. Він призначений державним секретарем із закордонних відносин Домініканської Республіки у період 2000—2004 років уряду Іполіто Меджія.
У складі Домініканської революційної партії він обіймав важливі посади з 1980 року, коли був призначений членом Виконавчого комітету Домініканської революційної партії, в 1985 році членом Політичного комітету, в 1989 році віце-президентом, а в 1997 виконувачем обов'язків президента зазначеної політичної організації.
Був народним депутатом у Національному конгресі Домініканської Республіки. Він був віце-президентом Домініканської революційної партії (ПРД), і в серпні 2014 року він залишив цю політичну організацію, щоб приєднатися до більш ніж 30 депутатів, які вирішили захистити домініканську демократію проти сучасної революційної партії (ПРМ).

## Літературне життя
Його твори як письменника та історика Домініканської республіки складається з десятка назв на цю тему, крім численних конференцій у навчальних закладах Домініканської Республіки та за кордоном, у таких країнах, як США, Мексика, Перу, Іспанія, Португалія, Аргентина, Італія, Гаяна, Франція, Німеччина та деякі африканські країни.
У 1963 році Домініканська академія історії нагородила його за роботу Національним профілем Грегоріо Луперон, а згодом у 1976 р. він отримав Національну премію історії Домініканської Республіки. З тих пір він написав численні нариси та книги, які приєднуються до його широкого літературного доробку, серед його найбільш відомих творів: Націоналістичний профіль Грегоріо Луперона, «Витоки расової забобони проти американця-індіанця», «Міфи п'ятого сторіччя» та «Casas de las Américas».